# Роналд Коуз
Ро̀налд Ха̀ри Ко̀уз (на английски: Ronald Harry Coase, /ˈkoʊs/) е британски икономист, удостоен с Нобелова награда за икономика през 1991 г. за откриването и изясняването на важността на разходите за трансакции и на правата върху имотите относно институционалната структура и функционирането на икономиката.

## Биография
Роналд Коуз е роден на 29 декември 1910 г. в предградието Уилздън на Лондон, Англия. До 12-годишна възраст посещава училище за деца с физически увреждания (слабост в краката). След това станал способен да посещава и нормални училища.
Завършва висшето си образование в Лондонското училище по икономика. Преподава икономика в университета в Чикаго.
Роналд Коуз умира на 2 септември 2013 г. в Чикаго.